# 萨塞克斯郡
萨塞克斯（英語：Sussex，發音：/ˈsʌsɨks/ ⓘ），又译苏塞克斯，當地華人以廣東話譯作「修適士」，英格兰东南部的历史郡，其面积大致与古代萨塞克斯王国面積相近。北邻萨里郡，东有肯特郡，西与汉普郡接壤，南临英吉利海峡。1974年在地方政府重组后划分为西萨塞克斯郡和东萨塞克斯郡。

## 地名
地名Sussex一詞源自中古英語的Suth-sæxe，而該詞又源自古英語的Suth-Seaxe，意爲“南撒克遜的（人民與土地）”。相似的地名例子還有埃塞克斯（東撒克遜）及韋塞克斯（西撒克遜）等。南撒克遜人是一支在5至6世紀間定居於北德平原的日耳曼人部族。